# سول (سلسلة)
سول (بالإنجليزي : Soul) هي سلسلة ألعاب فيديو قتالية التي نشرت من شركة نامكو .

## القصة
كان هناك 9 محاربين يبحثون عن سيف قوي يسمي (سول إيدج) ، وأيضا العديد من المحاربين يبحثون عنه، لكن قليلا من وجدوا السيف (سول إيدج) ، وقد حصل عليه القرصان سيرفانتس cervantes . لكن 3 من المحاربين وقفوا ضد سيرفانتس هم : المحاربة سوفيتيا والنينجا تاكي والفارس سيغفريد، تمكنوا الثلاثة من هزيمة سيرفانتس، وعندما التقط سيغفريد سيف (سول إيدج) أصبح وحشا يسمى (نايتمير)

## ألعاب سلسلة سول
1- سول بليد على بلاي ستيشن 1 .
2- سول كاليبر : على دريم كاست .
3- سول كاليبر 2 : على بلاي ستيشن 2 ، وجيم كيوب ، وإكس بوكس .
4- سول كاليبر 3 : على بلاي ستيشن 2 .
5- سول كاليبر 4 : على بلاي ستيشن 3 واكس بوكس 360 .
6- سول كاليبر 5 : على بلاي ستيشن 3 واكس بوكس 360 .

## الشخصيات
1- سيغفريد
2- ميتسوروغي
3- سيرفانتس
4- إيفي
5- سيونغ مينا
6- تاكي
7- سوفيتيا
8- أستورا
9- كيليك
10- ماكسي
11- شانغوا
12- كاساندرا
13-رافايل
14- يوشيميتسو
15- زاسالاميل
16- تيرا